# Ivan Vladimirovich Palibin
Ivan Vladimirovich Palibin (28 de março de 1872, Tiflis - 1949) foi um botânico da Geórgia, pteridologista e explorador russo. Ele realizou extensas explorações botânicas na Sibéria e na Ásia Central, 1abrigando seus espécimes no Jardim Botânico da Sibéria Central em Novosibirsk..

## História
A partir de 1895, ele trabalhou e estudou no Jardim Botânico de São Petersburgo. Em 1906 ele partiu para a Suíça e matriculou-se na Universidade de Genebra, onde se formou em 1910. 
Retornando à Rússia e até 1915 trabalhou no Jardim Botânico de São Petersburgo. De 1916 a 1922, foi diretor do Jardim Botânico de Batumi. Em 1923 ele voltou para Leningrado. De 1929 a 1932, dirigiu o Museu e Jardim Botânico de Leningrado. Em 1932, ele organizou um departamento de paleobotânica, que chefiou até sua morte. 

## Espécies descritas
Abreviatura oficial e lista de nomes de plantas e fungos atribuídos a Ivan Vladimirovich Palibin no The International Plant Names Index (IPNI) (em inglês).